# 成島ゴドー
成島 ゴドー（なるしま ゴドー）は、日本の漫画家。主に成人向け漫画を執筆している。以前は南里孝一郎のペンネームで、主に司書房で執筆していた。現在はティーアイネットの成年向け漫画雑誌『COMIC MUJIN』で執筆。

## 作風
線が強く肉付きのよい女性が多いのが特徴。

## 人物
ショートカットの女性が好み。

## 作品リスト

### 単行本（成島ゴドー名義）
- 堕淫（ティーアイネット）
- 牝化計画（ティーアイネット）
- 僕が夢見た誰とでも犯れる世界は、女が男を犯る世界だった

### 単行本（南里孝一郎名義）
- 性　～したたる滴～（司書房）
- 二発目!（司書房）
- 一発目! ～ファーストショット～（司書房）